# Ipergigante
Ipergigante è il terzo album in studio del gruppo musicale italiano Voina, pubblicato il 14 febbraio 2020 dalla V4V Records.
L'album si discosta radicalmente dal suono alternative rock che ha caratterizzato i precedenti lavori del gruppo, ricorrendo a sonorità elettroniche e facendo largo uso di campionature in fase di produzione.

## Tracce
Testi di Ivo Bucci, musiche di Bucci e Domenico Candeloro.
1. Stanza – 2:43
2. Le ore piccole – 3:03
3. Uragani – 3:32
4. Mercurio cromo – 2:55
5. Luna park – 3:24
6. Korea – 3:39
7. Shinigami – 3:40
8. Blu – 2:48
9. MDMA – 3:50

## Formazione
Di seguito sono elencati i musicisti che hanno partecipato al disco e il personale che ha collaborato alla sua realizzazione:
Gruppo
- Ivo Bucci – voce
- Domenico Candeloro – batteria, percussioni

Altri musicisti
- Alex "Flex" Bucci – basso, chitarra, sintetizzatori
- Nicola Candeloro – chitarra
- Daniele "Clash" Paolucci – chitarra e basso (tracce 2, 3, 6)

Produzione
- Domenico Candeloro – produzione e missaggio (tracce 1, 4, 5, 7–9)
- Mattia Cominotto – produzione e missaggio (tracce 2, 3, 6)
- Valerio Ebert – mastering
- Yuri Falcioni – fotografia